# Garrafe de Torío
Garrafe de Torío és un municipi de la província de Lleó, a la comunitat autònoma de Castella i Lleó. Inclou les pedanies de San Feliz de Torío, Riosequino de Torío, Palazuelo de Torío, Palacio de Torío i Valderilla de Torío.

## Demografia
| 1991 |  | 1996 |  | 2001 |  | 2004 |
| ---- |  | ---- |  | ---- |  | ---- |
| 1107 |  | 1097 |  | 1188 |  | 1150 |